# سوخ دانب
سوخ دانب (به لهستانی:  Suchy Dąb) یک روستا در لهستان است که در گمینا سوخ دانب واقع شده‌است. سوخ دانب ۱٬۱۱۰ نفر جمعیت دارد.